# الكيرلنغ على الكراسي المتحركة في الألعاب البارالمبية الشتوية
نُظمت بطولات الكيرلنج على الكراسي المتحركة في الألعاب البارالمبية منذ دورة الألعاب البارالمبية الشتوية عام 2006 في تورينو.
تُنظم البطولات بواسطة منتخبات مختلطة بين الجنسين.
المنتخب الكندي هو الفريق الأكثر نجاحا في البطولات المنظَّمة، حيث فاز بثلاث ميداليات ذهبية من أصل خمسة.

## الدول المشاركة
تظهر الجداول التالية الترتيب النهائي لكل منتخب في كل بطولة.
البطولة المختلطة
| البلد                            | 2006   | 2010   | 2014   | 2018   | 2022   | السنوات |
| -------------------------------- | ------ | ------ | ------ | ------ | ------ | ------- |
| كندا                             | الأول  | الأول  | الأول  | الثالث | الثالث | 5       |
| الصين                            | –      | –      | 4      | الأول  | الأول  | 3       |
| الدنمارك                         | 5      | –      | –      | –      | –      | 1       |
| إستونيا                          | –      | –      | –      | –      | 10     | 1       |
| فنلندا                           | –      | –      | 10     | 11     | –      | 2       |
| ألمانيا                          | –      | 8      | –      | 8      | –      | 2       |
| بريطانيا العظمى                  | الثاني | 6      | الثالث | 7      | 8      | 5       |
| إيطاليا                          | 7      | 5      | –      | –      | –      | 2       |
| اليابان                          | –      | 10     | –      | –      | –      | 1       |
| لاتفيا                           | –      | –      | –      | –      | 9      | 1       |
| الرياضيون البارالمبيون المحايدين | –      | –      | –      | 5      | –      | 1       |
| النرويج                          | 4      | 9      | 8      | الثاني | 7      | 5       |
| كوريا الجنوبية                   | –      | الثاني | 9      | 4      | 6      | 4       |
| روسيا                            | –      | –      | الثاني | -      | -      | 1       |
| RPC                              | –      | –      | -      | -      | DSQ    | 1       |
| سلوفاكيا                         | –      | –      | 6      | 9      | 4      | 3       |
| السويد                           | الثالث | الثالث | 7      | 10     | الثاني | 5       |
| سويسرا                           | 6      | 7      | –      | 6      | 11     | 4       |
| الولايات المتحدة                 | 8      | 4      | 5      | 12     | 5      | 5       |
| مجموع المنتخبات                  | 8      | 10     | 10     | 12     | 11     |         |

## جدول الميداليات
*   البلد المضيف (مضيف)
| المرتبة | فريق                  | ذهبية | فضية | برونزية | المجموع |
| ------- | --------------------- | ----- | ---- | ------- | ------- |
| 1       | كندا (CAN)            | 3     | 0    | 2       | 5       |
| 2       | الصين (CHN)           | 2     | 0    | 0       | 2       |
| 3       | السويد (SWE)          | 0     | 1    | 2       | 3       |
| 4       | بريطانيا العظمى (GBR) | 0     | 1    | 1       | 2       |
| 5       | النرويج (NOR)         | 0     | 1    | 0       | 1       |
| 5       | روسيا (RUS)           | 0     | 1    | 0       | 1       |
| 5       | كوريا الجنوبية (KOR)  | 0     | 1    | 0       | 1       |
| المجموع | المجموع               | 5     | 5    | 5       | 15      |

## ملخص الميداليات

### منتخب مختلط
| Games            | الذهبية                                                                              | الفضية | البرونزية                                                                                  |
| ---------------- | ------------------------------------------------------------------------------------ | --- | ------------------------------------------------------------------------------------------ |
| تورينو 2006      | كندا (CAN) · كريس داو · جيري أوستجاردن · غاري كورماك · سونيا جوديت · كارين بلاتشفورد | بريطانيا العظمى (GBR) · فرانك دافي · مايكل مكريدي · توم كيلين · أنجي مالون · كين ديكسون                   | السويد (SWE) · جالي جونجنيل · جلين إيكونين · رولف يوهانسون · أنيت فيلهلم · بيرنت سيوبيرج   |
| فانكوفر 2010     | كندا (CAN) · جيم أرمسترونغ · جار داريل · إينا فورست · سونيا جوديت · برونو ييزيك      | كوريا الجنوبية (KOR) · كيم هاك سونغ · كيم ميونغ جين · تشو يانغ هيون · كانغ مي سوك · بارك كيل وو           | السويد (SWE) · جالي جونغنيل · جلين إيكونين* · باتريك بورمان ‏ · أنيت فيلهلم · باتريك كالين  |
| سوتشي 2014       | كندا (CAN) · جيم أرمسترونغ · دينيس ثيسن · إينا فورست · سونيا جوديت · مارك إديسون     | روسيا (RUS) · أندريه سميرنوف · ألكسندر شيفتشينكو · سفيتلانا باخوموفا · مارات رومانوف · أوكسانا سليسارينكو | بريطانيا العظمى (GBR) · أيلين نيلسون · جريجور إيوان · بوب ماكفرسون · جيم غولت · أنجي مالون |
| بيونغ تشانغ 2018 | الصين (CHN) · وانغ هايتاو · تشن جيانشين · ليو وي · وانغ منغ · تشانغ تشيانغ           | النرويج (NOR) · رون لورينتسن · جوستين ستوردال · أولي فريدريك سيفرسن · سيسيل لوشين · ريكي ايفرسن           | كندا (CAN) · مارك إديسون · إينا فورست · دينيس ثيسن · ماري رايت · جيمس أنسيو                |
| بيجين 2022       | الصين (CHN) · وانغ هايتاو · تشن جيانشين · تشانغ مينغليانغ · يان تشو · سون يولونغ     | السويد (SWE) · فيلجو بيترسون-دال · روني بيرسون · ماتس-أولا إنجبورج · كريستينا أولاندر · سابينا جوهانسون   | كندا (CAN) · جون ثورستون · إينا فوريست · دينيس ثيسن · مارك إيديسون · كوليندا جوزيف         |

## البطولات

### منتخب مختلط
| 2006 التفاصيل | تورينو      | · كندا  | 7–4 | · بريطانيا العظمى | · السويد          | 10–2 | · النرويج          |
| 2010 التفاصيل | فانكوفر     | · كندا  | 8–7 | · كوريا الجنوبية  | · السويد          | 7–5  | · الولايات المتحدة |
| 2014 التفاصيل | سوتشي       | · كندا  | 8–3 | · روسيا           | · بريطانيا العظمى | 7–3  | · الصين            |
| 2018 التفاصيل | بيونغ تشانغ | · الصين | 6–5 | · النرويج         | · كندا            | 5–3  | · كوريا الجنوبية   |
| 2022 التفاصيل | بكين        | · الصين | 8–3 | · السويد          | · كندا            | 8–3  | · سلوفاكيا         |